# Robert Antelme
Robert Antelme (* 5. Januar 1917 in Sartène, Korsika; † 26. Oktober 1990 in Paris) war ein französischer Schriftsteller.

## Leben

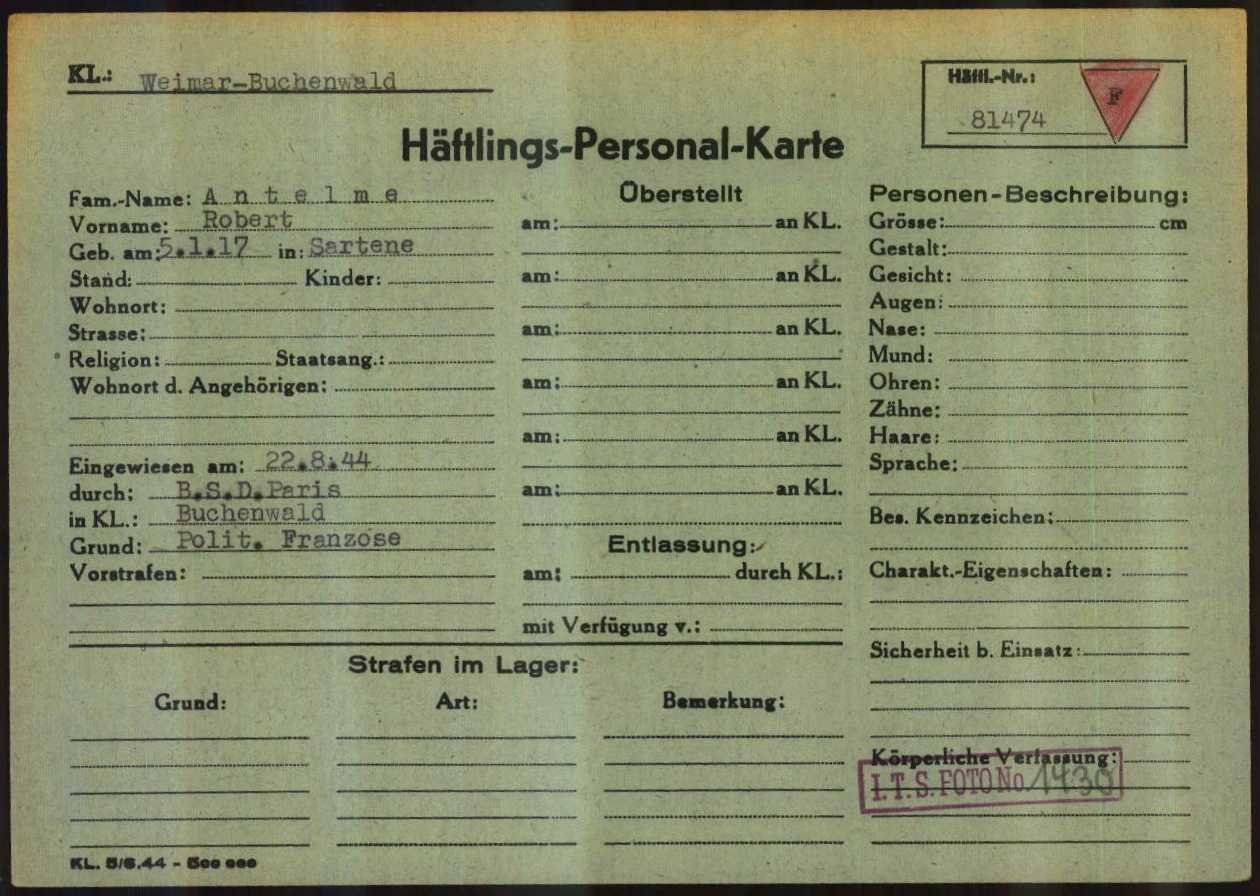
Anmeldeformular von Robert Antelme als Gefangener im nationalsozialistischen Konzentrationslager Buchenwald

Antelme war verheiratet mit Marguerite Duras. Als Résistance-Kämpfer von den Deutschen im Juni 1944 verhaftet, inhaftiert im Gestapo-Gefängnis von Fresnes, dann deportiert in das KZ Buchenwald und das Außenlager Gandersheim, geriet er gegen Kriegsende auf einen der sogenannten Todesmärsche. Auf der Fahrt im Güterwaggon nach Dachau ohne Wasser oder Nahrung sah er den Tod vieler Kameraden. Er beobachtet die völlige Erschöpfung und den Zusammenbruch überlebender KZ-Insassen, die Gruppenbildungen, die von den Nazis betriebene Entmenschlichung durch Hunger und Dreck, den Hass und die Solidarität.
Wieder in Frankreich seit Mai 1945, schrieb Antelme 1947 sein Buch Das Menschengeschlecht. Es schildert das Leben und Sterben im KZ und auf dem Transport. Es ist eines der ersten kurz nach den Verbrechen verfassten Bücher und zählt zu den autobiographischen Standardwerken über die industrielle Massenvernichtung. Nicht nur die Schilderung des Grauens ist sehr bewegend, auch der Sprachstil vermittelt einen Eindruck der deutschen Todesmaschinerie.
Als Antelme nach Frankreich zurückkehrte – die Überlebenden waren inzwischen von den amerikanischen Befreiern des Lagers etwas aufgepäppelt worden – wog er noch 35 kg. Wider Erwarten überlebte er. Der Schrecken der deutschen KZ-Erfahrung bewog ihn, zusammen mit seiner damaligen Ehefrau Marguerite Duras (Scheidung von ihr: 1947) und dem Schriftsteller Dionys Mascolo, sich stark mit Juden zu identifizieren, obwohl sie alle keine waren. Duras’ Sohn Jean Mascolo erzählte, dass er erst spät entdeckte, kein Jude zu sein, da die Äußerungen zu Hause stets in eine solche Richtung gingen. Darin unterschied sich das Trio deutlich von dem Rest der französischen Résistance, deren Teilnehmer bis weit in die 1970er Jahre die Judenvernichtung (und die Beteiligung Vichys daran) ungern zur Kenntnis nahmen, wie es auch die übrige französische Gesellschaft tat. Typisch eine herabsetzende Äußerung in dem KP-Organ L’Humanité: die Juden hätten eine „Passivität der rassisch Verfolgten“ gezeigt, im Gegensatz zum behaupteten Heldentum der politischen Résistance.
Eine weitere Eigenheit, die sie mit sehr vielen Intellektuellen der Nachkriegszeit teilten, waren der Eintritt in die und Betätigung in der Kommunistischen Partei. Im großbürgerlichen 6. Arrondissement „Rive Gauche“ war die einzige Proletarierin der KP-Zelle allerdings die Pförtnerin von Duras’ Wohnhaus. Als die PCF sich mit dem Kalten Krieg immer stärker an der Sowjetunion ausrichtete, gerieten diese Intellektuellen in einen Zwiespalt mit ihrem Freiheitsstreben. Die KP-Führung gründete deshalb einen eigenen Schriftstellerverband, direkt dem ZK unterstellt, um sie von den Proletariern fernzuhalten und ihren „schädlichen Einfluss“ gering zu halten. Als das Trio an einem feucht-fröhlichen Abend die KP-Führung lächerlich machte und das durch Spitzel hinterbracht wurde, wurden alle drei ausgeschlossen (1949). Sie selbst verstanden sich aber ideell noch längere Zeit als Kommunisten.
Die Spannungen zwischen Antelme und seiner früheren Frau Duras nahmen zu, als sie sein Leiden literarisch verarbeitete. Seine Erlebnisse im KZ und den der Rückkehr folgenden seelisch-körperlichen Zusammenbruch, dann sein Wiederaufblühen, beschrieb sie zuerst in der Zeitschrift Les Sorcières (70er Jahre), dann in Der Schmerz (dt. erstmals 1986).

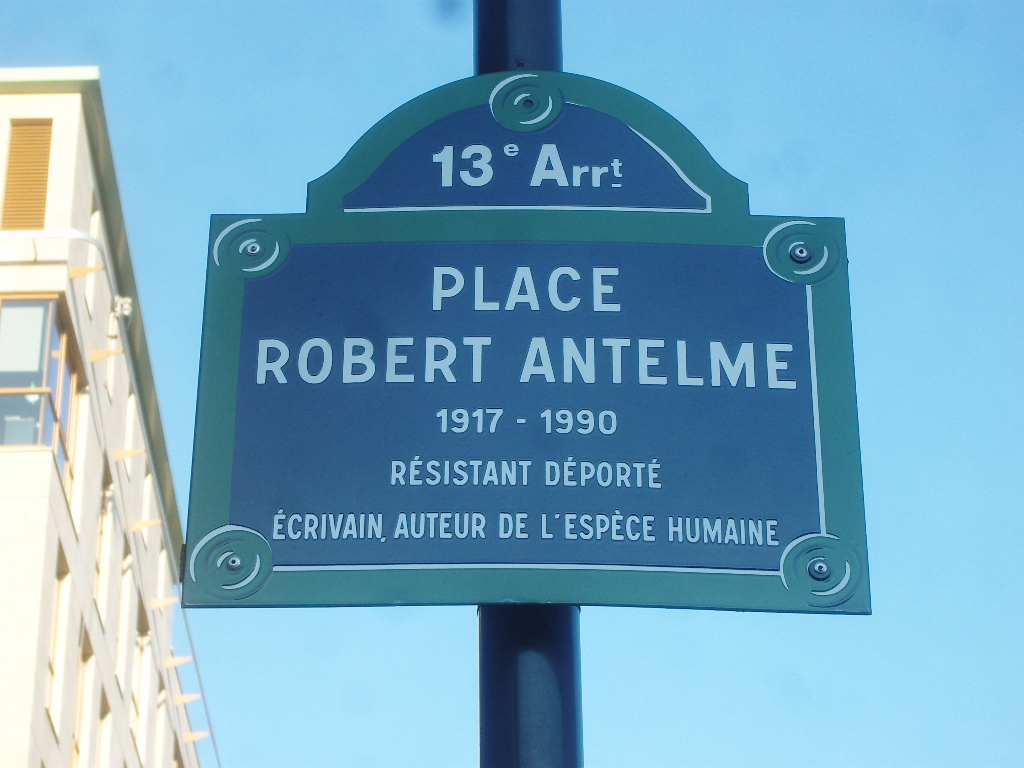
Straßenschild in Paris

Robert Antelme starb 1990.

## Rezeption
In Frankreich genießt Antelmes Buch wegen seiner hohen literarischen Qualität eine ähnliche Popularität wie in Italien die Bücher Primo Levis Se questo è un uomo (deutscher Titel: „Ist das ein Mensch?“) von 1947 und La tregua (deutscher Titel: „Die Atempause“) von 1963. Der Eintrag in Kindlers Neues Literatur Lexikon attestiert L’espèce humaine die wohl erschütterndste[n] französische[n] Schilderung deutscher KZ-Schrecken, die „ihre suggestive Kraft aus der unmittelbaren Darstellung der gerade erst überwundenen“ und nur knapp überlebten, die eigene Existenz ständig in Frage gestellten Erfahrungen bezieht.
Leslie Kaplan, Schriftstellerin einer jüngeren Generation, bezieht sich auf Antelme und erwähnt seinen nachhaltigen Eindruck auf ihr Schreiben ausdrücklich im Gespräch mit Marguerite Duras unter dem Titel Die Fabrik im Anhang zu ihrem Prosastück Exzess.

## Werke
- L’espèce humaine. 1947.
  - Übers. Eugen Helmlé: Das Menschengeschlecht. Hanser Verlag, München 1987, ISBN 978-3-446-14873-4, Neuausgabe: Diaphanes Verlag, Zürich 2016, ISBN 978-3-03734-632-7.
  - Übers. Roland Schacht: Die Gattung Mensch. Aufbau Verlag, Berlin 1949.
  - Zahlreiche weitere Übersetzungen u. a. in das Englische, Tschechische und Niederländische.
- Textes inédits sur L’espèce humaine. Essais et témoignages.[4] Gallimard, Paris 1996, ISBN 2-07-074614-3.
- Rache?. Der Brotdiebstahl. Diaphanes Verlag, Zürich 2016, ISBN 978-3-03734-894-9.